# 约翰·波特
约翰·波特（英語：John Porter，1904年1月21日—1997年8月6日），加拿大男子冰球运动员，场上位置是后卫。他曾代表加拿大参加1928年冬季奥林匹克运动会冰球比赛，获得一枚金牌。